# Ngũ Nhãn
Five Eyes (viết tắt FVEY), còn gọi là Liên minh Ngũ Nhãn, chỉ "UKUSA" - tổ chức thám thính giám sát nhiều quốc gia có từ sau Đại chiến thế giới lần thứ hai do nhiều khoản thoả thuận bí mật giữa Anh Quốc và Hoa Kỳ mà sản sinh nên. Cơ quan tình báo Five Eyes do năm nước Hoa Kỳ, Anh Quốc, Liên bang Úc, Canada, New Zealand và Ireland hợp thành. Nội bộ liên minh gián điệp tình báo do 5 năm nước này hợp thành thực hiện liên lạc và thông hiểu lẫn nhau tin tức tình báo, cùng nhau chia sẻ dữ liệu thương mại được lấy cắp giữa ban ngành chính phủ và công ti doanh nghiệp ở các quốc gia này. Lịch sử của Liên minh Ngũ Nhãn có thể đi ngược dòng đến khoảng thời gian Đại chiến thế giới lần thứ hai nổ ra, chính là Hiến chương Đại Tây Dương do nước đồng minh công bố. Khoảng thời gian Chiến tranh Lạnh, hệ thống giám sát ECHELON có trước nhất là do Liên minh Ngũ Nhãn mở rộng, dùng để phản gián Liên Xô và các nhà nước cộng sản.

## Giới thiệu giản lược
Five Eyes là liên minh tình báo do năm nước thuộc vòng văn hoá tiếng Anh hợp thành, tiền thân là UKUSA - tổ chức thám thính giám sát nhiều quốc gia có từ sau Đại chiến thế giới lần thứ hai do nhiều khoản thoả thuận bí mật giữa Anh Quốc và Hoa Kỳ mà sản sinh nên. Năm 1946, để cùng nhau đối kháng Tổ chức Hiệp ước Vác-sa lấy Liên Xô làm nước cầm đầu, hai nước Anh - Mĩ kí kết Hiệp định Anh - Mĩ (UKUSA Agreement), thành viên về sau mở rộng cho đến bao gồm ba lãnh thổ tự trị của Anh Quốc, Canada, Úc và New Zealand. Năm 1948, Anh Quốc và các nước Hoa Kỳ, Canada, Úc, New Zealand đã cùng nhau kí kết thoả thuận mạng lưới gián điệp điện tử, nhằm mục đích tiến hành chia sẻ tình báo giữa liên minh năm nước nói tiếng Anh này và liên hợp ngăn chặn tình báo nước thù địch. Tổng bộ Thông tin Chính phủ Anh Quốc (GCHQ) và Cục An ninh quốc gia Hoa Kỳ (NSA) liên hợp nắm giữ quyền điều khiển, đem hệ thống này đặt tên là UKUSA lấy từ tên nước viết tắt của hai nước Anh - Mĩ, biệt hiệu cơ mật mức cao của nó là ECHELON.

## Lịch sử
Thời kì đầu Đại chiến thế giới lần thứ hai, hợp tác thông tin tình báo gần như không tồn tại giữa các quân đội đồng minh, để thay đổi cục diện chiến đấu đơn độc, hai nước hoàn thành thoả thuận vào tháng 3 năm 1941, suy xét thiết lập chính thức quan hệ hợp tác tình báo. Sau "sự kiện Trân Châu Cảng", vấn đề cấp bách nhất Hoa Kỳ muốn giải quyết là phá giải mật mã thông tin của Hải quân Đế quốc Đại Nhật Bản. Để làm điều đó, Cục Tình báo Quân sự Hoa Kỳ sai người đi đến Bletchley Park ở Anh Quốc vào tháng 4 năm 1943, học tập kinh nghiệm và kĩ thuật phá giải máy mật mã Enigma từ nhân viên mật mã Anh Quốc. Một tháng sau, hai phía kí kết thoả thuận, thiết lập cơ chế cùng nhau chia sẻ tình báo và giao lưu nhân viên, để cùng nhau ứng biến sự uy hiếp của Hải quân Đế quốc Đại Nhật Bản và Hải quân Đức Quốc xã.
Sau khi chiến tranh kết thúc, hai phía Anh - Mĩ phá giải thành công mật mã Nhật Bản và Đức quyết định vẫn tiếp tục tiến hành hợp tác. Ngày 5 tháng 3 năm 1946, người đứng đầu cơ quan tình báo hai nước đã kí tên gia hạn thoả thuận năm 1943, xác định cùng nhau sưu tập và chia sẻ thông tin tình báo có liên quan đến Liên Xô và các nước Vác-sa khác, đã mở ra con đường cho "nước đồng minh đáng tin cậy" của hai nước.
Lúc kí kết thoả thuận, Anh Quốc tăng thêm các quy định đặc biệt trong điều khoản, Hoa Kỳ không được phép chia sẻ tình báo với các nước thuộc Thịnh vượng chung Anh trừ Canada ra.
Hai nước Anh - Mĩ mỗi năm đều cần triệu tập mở họp hội nghị thượng đỉnh thông tin tình báo, thương thảo tỉ lệ và nội dung chia sẻ tình báo. Để tăng thêm trọng lượng "ra giá trả giá", bắt đầu vào năm 1948 Anh Quốc mời các nước thuộc Thịnh vượng chung Anh như Canada và Úc đến tham dự hội nghị. Cuối cùng, ba nước thuộc Thịnh vượng chung Anh như Canada, Úc và New Zealand là chân kiềng trợ uy của Anh Quốc đều bị thu hút vào hiệp định tình báo Anh - Mĩ, liên minh tình báo Five Eyes chính thức thành lập.